# Stadio La Portada
Lo Stadio La Portada (in spagnolo Estadio La Portada) è uno stadio calcistico di La Serena, in Cile. Ha una capienza di 18 243 spettatori.